# 茨城交通水浜線
水浜線（すいひんせん）は、かつて茨城県の水戸市から常澄村（現：水戸市）、大洗町を経て那珂湊町（後の那珂湊市、現：ひたちなか市）までを結んでいた、茨城交通の路面電車である。1966年（昭和41年）に全線が廃止された。

## 路線データ
- 路線距離：上水戸 - 湊間 20.5 km
- 軌間：1,067 mm
- 駅数：36駅（起終点駅含む）
- 複線区間：なし（全線単線）
- 電化区間：全線電化（直流600V架空単線式[1][注釈 1]）
- 変電所：浜田[2][注釈 2]。
- 車庫：浜田（検修施設を併設）
- 併用軌道区間：公園口 - 水戸駅前、東柵町 - 浜田間。浜田 - 大洗間は専用軌道。

## 歴史

### 開業
古くから漁業と水運で栄えた三浜地区であったが、1889年（明治22年）水戸鉄道が開通し、1896年（明治29年）日本鉄道が東京の隅田川駅まで開通すると交通手段が内陸を通る鉄道に移って磯浜界隈の経済を支えていた海運業に陰りが見られるようになった。各地で鉄道や軌道が開通した明治期から、水戸近辺においても海運業が衰退しつつあった磯浜付近と鉄道開業で地域交通の中心になった水戸市を結ぶ鉄道や軌道の敷設が計画され、磯湊鉄道・水浜電気鉄道・水戸水力電車・水戸海岸鉄道などが続々と出願したがいずれも却下あるいは未成に終わり、同地に電気軌道が開通したのは大正も半ば過ぎであった。
太田町（現・常陸太田市の一部）の豪商五代目竹内権兵衛が中心になって水戸と磯浜を連絡する軌道事業と沿線地域への電力事業を目的として水戸海浜電気軌道の設立を出願し、1920年（大正9年）に路線の特許を申請。翌1921年（大正10年）に社名を改めて水浜電車として設立した。1923年（大正12年）12月11日にまず電力事業を開始し、軌道事業は12月28日に水戸市下市の浜田と磯浜の間が開業し、以降順次計画路線を延長開業して上市の大工町への乗り入れ区間は1925年（大正14年）に開通した。

### 発展期
開業後の業績は好調であり、春先には偕楽園へ梅見の観光客輸送、夏季は磯浜・大洗海岸への海水客輸送で活況を呈した。水浜電車は積極的な乗客誘致策を実施しながら事業資金の手当てに奔走し、計画路線の建設に着手する。平戸停留所の南300m - 400m程の位置に「水浜グランド」という多目的グラウンドを設置し、草競馬を開催することで乗客誘致策の一環とした。1913年（大正2年）に勝田 - 那珂湊間を開通させていた湊鉄道（現ひたちなか海浜鉄道湊線）に対抗するべく湊町（現・ひたちなか市）方面への路線を計画し、延長が完成するまでの暫定措置として1923年（大正12年）より涸沼川橋梁横の乗船場から湊町までの連絡汽船を就航させて30分間隔で運行した。
磯浜 - 祝町の軌道が1926年（大正15年）に延長開業して連絡汽船の運行は休止されている。祝町 - 海門橋は1927年（昭和2年）に延長開業した。
西側の終端である水戸市西側の袴塚へは1928年（昭和3年）に延長開業し、近隣の陸軍歩兵第二連隊関係者の利用促進を図った。一方の東側の終端はコンクリート造りの3代目海門橋の完成に伴い橋上に併用軌道を建設して湊町の入口への乗り入れを1930年（昭和5年）に実現して計画路線がほぼ全通した。
水浜電車の設備や車両は路面電車規格で運転速度も低いが、路線完成によって水戸市街の中心部と大洗・湊方面を結ぶインターアーバン（都市間連絡電気鉄道）的な性格を持つに至った。

### 乗合自動車事業と配電事業
1918年（大正7年）から水戸市内 - 磯浜間で乗合自動車（路線バス）を運行していた本橋自動車商会が、当初70銭だった運賃を1930年（昭和5年）には45銭まで値下げしたうえ運行本数を増加しており、水浜電車と乗客を奪い合う状態だった。電車の発車直前を狙って乗合自動車が停留所の乗客を奪って走り去るありさまで、双方の乗務員の間で小競り合いが頻発した。
過当競争に加えて昭和恐慌のあおりも受けて水浜電車は軌道部門の経営状態が赤字に転落するが、企業全体としては1926年（大正15年）に日立電気を合併したことで配電事業の営業範囲を水戸・勝田・日立周辺へ拡大して好調に収益を上げており、この年株式配当を実施している。
軌道を含む運輸部門の経営も攻勢に転ずるべく、この頃から水浜電車は茨城県東南部の乗合自動車事業者や民営鉄道事業者の経営権取得や買収を積極的に行っていく。ライバルの本橋自動車商会を1932年（昭和7年）に買収し、同年10月に新たに設立した傍系の大水戸自動車に事業を引き継がせることで競争に終止符を打った。1934年（昭和9年）に大宮自動車・高部自動車・太田乗合自動車の株式を取得して傍系の袋田温泉自動車を設立し、1935年（昭和10年）、大水戸自動車から乗合自動車事業を譲渡され水浜電車自動車部が営業を開始した。乗合自動車事業の収入は軌道事業の収入を上回っており、経営の大きな支えになった。
1939年（昭和14年）には湊鉄道（現・ひたちなか海浜鉄道湊線）の株式の90%を買い集めて経営権を握り、翌年には慢性的に経営不振であった茨城鉄道（後の茨城交通茨城線）の経営に参加して、陸運統制令を待つまでもなく地域交通の事実上の経営の統一は実現されていた。
配電事業の収益は軌道事業の収益を上回っていたが、1942年（昭和17年）4月に配電統制令により事業を関東配電へ譲渡し重要な収益源を失う。本業の軌道事業も1938年（昭和13年）の水害による海門橋流出で湊 - 海門橋間の運休を余儀なくされ、経営上苦しい時期であった。

### 茨城交通の設立
戦時色が濃厚になるにつれ、乗合自動車に使用する燃料やゴムタイヤが物資統制により入手困難になり正常な運行が次第に困難になる。満足に走れなくなった乗合自動車の利用客が軌道線に殺到し、1930年（昭和6年）上期に9万8000円だった軌道部門の収入が1943年（昭和18年）上期には62万2000円と急増している。乗車待ちの利用者の列を尻目に車外まで乗客が鈴なりになった電車が出発していく状態が戦後まで続いた。
大戦下の国策であった陸運統制令による交通統合に伴い、1944年（昭和19年）に茨城交通を設立する。旧水浜電車の軌道線は同社の水浜線となり、同社の茨城線の上水戸への連絡線を開業して袴塚から起点を移した。同年、男性従業員が戦時召集された事による人員不足対策として女性車掌を30 - 40名程度採用している。1945年（昭和20年）8月2日未明の水戸空襲で軌道や架線設備等が被災したが空襲に備えてあらかじめ郊外に避難させていた為車両はすべて無事で、破壊された設備の復旧に努めて同月5日には浜田 - 磯浜間を部分復旧させ、10月には全線で運行を再開した。
戦後は昭和20年代が全盛で、地元の交通機関としての機能と夏の海水浴客輸送で年間約800万人を輸送した。海水浴シーズンには水戸駅前停留所付近に200mも乗客が並んで係員が整理誘導していた。1951年（昭和26年）から在来の小型車よりも収容力を増した半鋼製ボギー車の新造が開始され、保有する車両は30両を数え戦後急速に増加し始めた通学客を続行運転で大量輸送する盛況であった。ラッシュ時の消費電力増大に伴い1954年（昭和29年）に浜田と上水戸の両変電所の容量を増大させている。1956年（昭和31年）2月10日ダイヤ改正により茨城線の上水戸 - 大学前間に水浜線電車の直通運転を開始した。

### 衰退期
しかし、水浜線の黒字経営は同年が最後で、以降赤字経営に転落する。この頃から茨城交通は経営の主軸を路線バス事業にシフトし、路線を拡充しつつ増発してフリークエントサービス（高頻度運転）を実施する一方で軌道事業の経営合理化を進めていった。
かつての水浜電車は、1928年（昭和3年）の全線開通時には全線通し運転の電車を22分間隔で運転し、さらに間に区間運転が入る頻発ぶりだった。茨城交通設立から8年後の1952年（昭和27年）にも上水戸 - 大洗の電車は28分間隔で運転し、水戸駅前や浜田への区間運転が間に入るフリークエントサービスを実施していたが、昭和30年代から始発の切り上げ・終電車の切り下げや運転間隔の間引き、主要駅の無人化などの経費節減策の実施が相次ぎ、待たずに利用できた電車の便利さは次第に失われていく（#年表参照）。
続々と新車を投入する一方で1962年（昭和37年）までに減便で余剰になった小型の単車を全廃し、保有車両を16両に減車した。その一方で茨城交通は水浜線と並行する区間に路線バスを増発する。単線であった水浜線は対向車との行き違い待避で時間ロスが発生し表定速度が低いために目的地までの所要時間が長く、電車の利用客は次第に運転本数も多く待避待ちがないバスに流出していった。
利用客誘致のために途中停留所を新設したが、昭和30年代後半には年間乗客数が300万人を割るほどにまで減少する。さらに地元自治体の水戸市議会からは、水戸市街中心部を通る国道50号線の渋滞の原因とみなされ、渋滞解消を理由に撤去要請を満場一致で可決された。1963年（昭和38年）10月から大洗発の電車は原則として茨城線の大学前まで直通運転していたが、徹底した合理化によるさらなる始発・終発時刻の切り上げ・切り下げや運転本数削減が利用客離れを促進し、1964年（昭和39年）上期には乗客数が約125万7000人、同年下期には約48万人と激減した。

### 軌道事業廃止
1965年（昭和40年）6月11日に水戸駅前 - 上水戸3.6 kmの部分廃止を実施する。
短縮廃止と同時に比較的新しい車両10両を仙台市電に売却し、残った車両は戦前に製造された旧型の木造車わずか6両で、合理化で減便されて日中48分間隔になっていた運転間隔は1時間間隔とさらに減便された。
多数の利用客にとっての目的地であった上市地区中心部の商店街・上水戸・茨大前の手前の水戸駅前までしか到達できなくなったあげく大幅に減便された水浜線は、激減していた利用客を目的地まで直通できる大増発された代替バスにさらに流出させてしまい、同年上期には乗客数約25万1000人、営業収入562万円・営業損失1373万円と赤字額も大きく絶望的な状況となった。
事実上軌道事業全廃への準備段階とも言える開店休業に近い状態でかろうじて営業を継続したが、もはや水浜線には自社の路線バスに対する競争力はなく、茨城交通は1966年（昭和41年）にバス転換を決定する。5月23日から造花や看板で飾り付けた廃止記念の装飾電車を運転し、通用期間5月29 - 31日の廃止記念の謝恩優待乗車券を発行、部分廃止後に残っていた水戸駅前 - 大洗14.4 km全線を5月31日の運行を最後に6月1日に廃止して同社の代替バスに転換された。
水浜線が結んでいた水戸駅と大洗町の間は、1985年（昭和60年）の鹿島臨海鉄道大洗鹿島線開業により再び鉄道で結ばれた（途中のルートは水浜線より概ね1.5 km ほど北方に敷設されている）。また現在は、茨城交通の路線バス [50] 茨大前 - 栄町 - 水戸駅 - 三高下 - 大洗 - 那珂湊が、水浜線とほぼ同じルートを走る。

### 年表
- 1920年（大正9年）4月27日 水戸海浜電気軌道、大工町 - 磯浜間の軌道特許申請、同年8月30日特許。
- 1921年（大正10年）8月14日 水浜電車株式会社設立。本社は水戸市柵町。
- 1922年（大正11年）12月28日 浜田 - 磯浜 (8.7 km) が開通。
- 1923年（大正12年）
  - 7月1日 根積町 - 浜田が開通。
  - 11月5日 東柵町 - 根積町が開通。
  - 10月15日 乗客誘致策として「水浜グランド」開設。草競馬を開催する。
  - 12月20日 水浜電車連絡汽船発着場（涸沼川橋梁横） - 湊 の連絡船の運航開始[11]。
- 1924年（大正13年）7月22日 郵便局前 - 東柵町 (2.1 km) が開通。
- 1925年（大正14年）
  - 2月25日 大工町 - 郵便局前 (1.0 km) が開通[注釈 16]。
  - 2月26日 磯浜 - 海門橋 (4.8 km) の軌道敷設特許。
- 1926年（大正15年）12月14日 磯浜 - 祝町 (4.2 km) が開通。水浜電車連絡汽船の運行を休止。
- 1927年（昭和2年）
  - 1月12日 大工町 - 袴塚 (1.9 km) の軌道敷設特許。
  - 2月3日 祝町 - 海門橋 (0.6 km) が開通。
  - 5月27日 谷中 - 大工町 (1.4 km) が開通。
- 1928年（昭和3年）
  - 7月10日 袴塚 - 谷中 (0.5 km) が開通。
  - 11月19日 海門橋 - 湊 (0.4 km) の軌道敷設特許。
- 1930年（昭和5年）11月22日 海門橋 - 湊 (0.4 km) が開通。
- 1931年（昭和6年）乗客誘致策として「水浜電車ガール」（女性補助乗務員）の乗務開始[26]。
- 1938年（昭和13年）6月28日 水害で那珂川に架かる海門橋が流失、海門橋 - 湊間が休止[27][注釈 17]。
- 1943年（昭和18年）5月19日 上水戸（新） - 光台寺裏（谷中付近） (0.1 km) の軌道敷設特許。
- 1944年（昭和19年）
  - 人員不足対策として女性車掌を30 - 40名程度採用[18]。
  - 8月1日 県内交通統合で、水浜電車、茨城鉄道、湊鉄道などが合併し、茨城交通発足、同社の水浜線となる。同時に上水戸（新） - 光台寺裏（谷中付近） (0.1 km) が開通。袴塚  - 上水戸（旧） - 光台寺裏を休止。[27][17]。
- 1945年（昭和20年）
  - 5月8日 大洗 - 海門橋間が不要不急線に指定され休止[28]。
  - 8月2日 水戸空襲により全線休止。
  - 8月5日 浜田 - 磯浜間が運転再開（10月1日までに全線復旧）。
- 1952年（昭和27年）2月1日 上水戸 - 大洗間で直通運転開始。
- 1953年（昭和28年）10月20日 休止中だった袴塚 - 光台寺裏および大洗 - 湊を廃止。
- 1954年（昭和29年） 
  - 1月22日 大洗駅が旧駅の南側に移転[29]。
  - 茨城線に乗り入れ運転認可。
- 1956年（昭和31年）2月10日 茨城線の上水戸 - 大学前に乗り入れ開始。
- 1958年（昭和33年）9月 集電装置の全線Zパンタグラフ化が完成。
- 1961年（昭和36年）1月16日 運転削減実施。職員21名の配置転換を実施[30]。
- 1962年（昭和37年）8月16日 平均運転回数43.6%削減。磯浜駅を無人化。職員68名の自動車部門へ配置転換を実施[30]。運転回数の削減に伴い今年度末までに区間運転用の単車を全廃し、営業用車両を16両に削減。この年バス交通への転換を表明。
- 1963年（昭和38年）
  - 9月30日 茨城交通本社を水浜電車設立以来の柵町から大学前の自動車営業所敷地内に移転。
  - 10月 日中の運転間隔を48分毎に減便。
- 1964年（昭和39年）
  - 5月18日 水戸商工会議所が水浜線撤去の要望を茨城交通に通達[30]。
  - 12月12日 水戸市議会が水浜線撤去の要望を決議し、茨城交通社長に通達[30]。
- 1965年（昭和40年）6月11日 上水戸 - 水戸駅前の営業を廃止。保有車両を16両から6両に削減し、日中の運転間隔を1時間毎に減便[24]。
- 1966年（昭和41年）6月1日 全線の営業を廃止。

## 運転
戦前
袴塚 - 海門橋は22分間隔、大洗 - 水戸駅前の所要44分。
1955年（昭和30年）頃
全線の直通を基本とする。26分間隔。
1963年（昭和38年）10月改正以前
水戸駅前で系統を分割、上水戸 - 水戸駅前、水戸駅前 - 浜田 - 大洗、水戸駅前 - 浜田の3系統で一部列車は大学前へ乗り入れ。
1963年（昭和38年）10月改正以後
（茨城線）大学前 - 上水戸 - 水戸駅前 - 大洗の直通に改めた。日中48分間隔、上り最終は大洗発19時、下りは水戸駅前を18時36分発。他に大学前 - 水戸駅前と大学前 - 浜田の折り返しがあった。
部分廃止以後の運転は不明。
朝の混雑時には2 - 5両の続行運転が行われた。開業から廃止まで運転手と車掌が乗務するツーマン運転で、ワンマン運転は実施しなかった。

## 車両
各車両共主幹制御器は全車直接式を使用した。四輪電動客車（単車）はハンドブレーキを常用し、ボギー車はエアブレーキを常用した。集電装置は当初トロリーポールを水戸市街地ではダブル、郊外ではシングルで使用し、戦争末期にはすべてシングル化された。1957年（昭和32年）から順次Zパンタグラフに交換した。135 - 138は当初からZパンタグラフを装備していた。

### 四輪電動客車
1 - 10
1922年（大正11年）の水浜線開業時（浜田 - 磯浜間）に導入された木造車で、オープンデッキの四輪電動客車。定員40名。屋根はダブルルーフで台車はブリル21E。日本車輌にて製造され、戦後にドア取付けなど改造を受け101 - 110と改番した。
11 - 20
1925年（大正14年）の大工町への延伸時に導入された車両で、1924年（大正13年）に梅鉢鉄工所にて製造された。基本的には1 - 10と変わりはないが、屋根がシングルルーフに変更されている。定員40名。1 - 10と同じく戦後にドア取付けなど改造を受け111 - 120へ改番した。
21, 22
運転台は密閉式、屋根はダブルルーフとなっている。車両竣工図では1927年（昭和2年）日本車輌製となっているが実車の接合跡のある台枠に「日本車輌 大正六年」と記してある銘板が取り付けてあった。ロシア帝国（当時）のウラジオストク市電向けに高田商会の仲介で日本車輌にて7両が製造されたもののロシア革命の混乱から注文流れになり、日本向けに大改造の上で1924年（大正13年）飯坂電車が5両、1927年（昭和2年）水浜電車が2両を引き取った。定員40名。
茨城交通では元々はボギー車と伝聞されていたが実際は最初から四輪単車であった。水浜電車への導入時に車体長を切り詰めて、1 - 20と同じくブリル21E形台車を装備させた。前後のドア間の窓配置は小窓1個+6個+小窓1個で飯坂電車納入分より車体が短い。こちらも戦後に121,122へと改番された。1953年（昭和28年）頃に側面窓下を鋼板貼りに改造し自動連結器を取り付けて茨城線で試用したが、程なく連結器を撤去して水浜線に戻った。1960年（昭和35年）に廃車された。
- 四輪電動客車は101 - 120を対象に1957年（昭和32年）頃から更新改造を実施した。側面窓の改造と車体腰羽目板の鋼板貼り改造を行ったが、経営合理化による運転本数削減で余剰になり、1962年度（昭和37年度）末をもって廃車となった。

### 四輪電動貨車
1, 2（無蓋車）
上記、四輪電動客車の1 - 10を基本に、客室部分を貨物室とした電動貨車。1922年（大正11年）に日本車輌にて1と2の2両が製造された。
1, 2（有蓋車）
こちらも同じく電動貨車で、貨物室部分を有蓋とした車両。1922年（大正11年）新潟鉄工所製で1と2の2両が製造された。形式名は無蓋車と同じく1, 2と付けられたため重複している。
- 電動貨車は貨物輸送および工事用に使用されたが、トラック輸送の進展で1952年度（昭和27年度）までに全車廃車になっている。

### ボギー車両
23 - 25
水浜線初のボギー車両で、1929年（昭和4年）に梅鉢鉄工所にて製造された。車体は前面が平らで全体に角ばった木造であり、ブリル27GE系の高床式台車を装備と製造年の割にはクラシックな姿である。定員66名。戦後に123 - 125へと改番した。
26 - 28
23 - 25とほぼ同形態だが前面が曲面でやや印象が異なる。1942年（昭和17年）に日立製作所で製造された。戦時中による資材不足であったためか木造となっている。メーカーへの発注は5両だったが2両を車両不足だった常北電気鉄道へ割り当てられて3両が竣工した。後に126 - 128へと改番した。27、28の2両は1944年 - 1945年（昭和19 - 23年）の4年間自動連結器を取り付けて茨城線の電化区間で使用した。
- 1965年（昭和40年）の路線短縮後123 - 125、126 - 128の6両のみが当線に残って全面廃止まで使用された。

129, 130
1951年（昭和26年）に新潟鐵工所（現在の新潟トランシス）にて製造された車両。会社名が茨城交通となって最初の新製車両。これまでの車両と変わって半鋼製車となり、やや大きな車体になった。ブリル76E系の低床台車装備で定員80名。戦後に登場した車両で新製時から3桁の車番である。当車の設計は以降の増備車両の基本となった。
131, 132
1952年（昭和27年）に新潟鐵工所で製造された車両。基本的には129, 130と同形態だが、屋根が木造から鋼板張上げ式に変更されているため、より近代的な外観となった。
133, 134
1954年（昭和29年）に新潟鐵工所で製造された車両。側窓の上段がHゴム支持の、いわゆるバス窓に変更された程度で他の部分は131, 132を踏襲する。
135, 136
1957年（昭和32年）に新潟鐵工所で製造された。133, 134からの変更点は前面窓が3枚から2枚になり、側扉の腰部羽目板がガラス窓に、行先表示機の位置も変更された。前面窓は当初左右2枚共にHゴムではめ殺しで、正面左側の窓下に設置した開閉式の通風口から換気する方式だったが通風が悪く夏季に暑いため、1960年（昭和35年）頃に正面左側の窓の下半分を上昇式で開閉可能な構造に改造した。
137, 138
1960年（昭和35年）に新潟鐵工所にて製造された当線最後の新車。前面窓が再び3枚になったほか、側扉の1枚扉化やオールコイルばね台車への変更があった。
- 1965年（昭和40年）の路線短縮後、同年6月30日付で129 - 138が仙台市交通局に譲渡され仙台市電130形(131 - 140)として使用されたが、ワンマン化改造の対象から外れて余剰になり1972年（昭和47年）3月に131 - 135が、1974年（昭和49年）4月に136 - 140が廃車された[36]。

### 保線用機材
旧日本陸軍鉄道連隊九七式軽貨車。1945年（昭和20年）に軍部によって水浜線を利用して防空壕建設用資材を常澄村に運搬し、戦後茨城交通へ払い下げられた。同社の茨城線の側線に複数両が留置されていたがそのうちの4両分（台車8台）が水浜線で使用された。ピン・リンク式連結器を装備しており電動車と連結して使用できる。
1両はそのまま保線用に使用し、もう1両を台車2台に分離して櫓を組んで架線修理用に使用した。残り2両は戦後の1946年（昭和21年）夏に浜田車庫で撮影された写真で、屋根無しの車体を載せて幌を屋根替りに取り付けた姿が記録されている。海水浴客輸送に使用した模様で、時期不詳だが仮設の客室部分を撤去の上で本来のフラットカーの状態に復元して業務用機材として使用した。
水浜線廃線後はレールや軌道の敷石、枕木などの撤去工事に使用された後に1967年（昭和42年）に3車体+台車6台と台車2台（台車計8台）が同社の茨城線に転籍し、1971年（昭和46年）の同線廃止で同社の湊線に転籍した。
2017年（平成29年）現在もひたちなか海浜鉄道湊線（旧・茨城交通湊線）に旧水浜線在籍分とあわせて2車体+台車4台と台車のみが5台（台車計9台）が在籍している。荷台部分が残っている2両のうち1両はタンクを載せて除草剤散布用機材として使用し、もう1両は工場内で運搬用台車として使用している他、台車のみのものは構内で保管されている。
かつて水浜線に在籍し軌道上を走行した車両や保線用機材の中で現存するものはこの台車のみである。

## 駅（電停）一覧
- 全線茨城県内に所在。所在地は廃止時のもの。
- *印は廃線間際の昭和30年代後半に利用客増加を図るために増設された電停。

### 袴塚 - 谷中（1953年10月20日廃止区間）
| 電停名           | 駅間キロ | 営業キロ | 備考                           | 所在地 |
| ---------------- | -------- | -------- | ------------------------------ | ------ |
| 袴塚電停         | -        | 0.0      | 1944年（昭和19年）8月1日休止。 | 水戸市 |
| 上水戸（旧）電停 | 0.2?     | 0.2?     | 1944年（昭和19年）8月1日休止。 | 水戸市 |
| 谷中電停         | 0.2?     | 0.4      |                                | 水戸市 |

### 上水戸 - 水戸駅前（1965年6月11日廃止区間）
| 電停名           | 駅間キロ | 営業キロ | 接続路線                     | 備考 | 所在地 |
| ---------------- | -------- | -------- | ---------------------------- | --- | ------ |
| 上水戸（新）電停 | -        | 0.0      | 茨城交通：茨城線             | 一部茨城線大学前駅まで直通する便があった。                                                                                              | 水戸市 |
| 谷中電停         | 0.3      | 0.3      |                              | | 水戸市 |
| 馬口労町入口電停 | 0.2      | 0.5      |                              | 1953年（昭和28年）以前に高等学校前から改称。                                                                                            | 水戸市 |
| 一中前電停*      | 0.2      | 0.7      |                              | 1957年（昭和32年）以降に開設。 | 水戸市 |
| 砂久保町電停     | 0.3      | 1.0      |                              | 1953年 - 1964年（昭和28年 - 昭和39年）の間に久保町から改称。 『日本鉄道旅行地図帳』および中川 (1964) では「砂久保」。                   | 水戸市 |
| 公園口電停       | 0.4      | 1.4      |                              | | 水戸市 |
| 大工町電停       | 0.4      | 1.8      |                              | 開業時は向井町広小路。 1934年（昭和9年）以降に大工町広小路に改称。 1964年（昭和39年）以前に大工町に改称。                               | 水戸市 |
| （旧）大工町電停 | -        | -        |                              | 1925年（大正14年）延長時の起点。1934年（昭和9年）以降に廃止。                                                                           | 水戸市 |
| 泉町三丁目電停   | 0.2      | 2.0      |                              | 1934年（昭和9年）以降に泉町二丁目から改称。                                                                                             | 水戸市 |
| 泉町一丁目電停*  | 0.2      | 2.2      |                              | 1957年（昭和32年）以降に開設。 | 水戸市 |
| 南町四丁目電停   | 0.3      | 2.5      |                              | 1964年（昭和39年）以前に泉町広小路から改称。                                                                                            | 水戸市 |
| 南町三丁目電停   | 0.3      | 2.8      |                              | | 水戸市 |
| 局前電停         | 0.3      | 3.1      |                              | 1924年（大正13年）延長時の起点。 1930年（昭和5年）以前に南町広小路から改称。 『日本鉄道旅行地図帳』および中川 (1964) では「郵便局前」。 | 水戸市 |
| 水戸駅前電停     | 0.5      | 3.6      | 日本国有鉄道：常磐線・水郡線 | | 水戸市 |

### 水戸駅前 - 大洗（1966年6月1日廃止区間）
| 電停名        | 駅間キロ | 営業キロ | 接続路線                     | 備考 | 所在地 |
| ------------- | -------- | -------- | ---------------------------- | --- | ------ |
| 水戸駅前電停  | -        | 3.6      | 日本国有鉄道：常磐線・水郡線 | 1965年（昭和40年）6月11日移転。                                                                                             | 水戸市 |
| 本社前電停    | -        | -        |                              | 1964年（昭和39年）以前に柵町から改称。 1965年（昭和40年）以前に廃止。                                                       | 水戸市 |
| 三高下電停    | 0.4      | 4.0      |                              | 1949年（昭和24年）以降に開設。 1958年（昭和33年）以降に県立原子力館前に改称。 1964年（昭和39年）以前に再び三高下に改称。    | 水戸市 |
| 一高下電停    | 0.3      | 4.3      |                              | 1930年（昭和5年）以降に中学校前から改称。                                                                                   | 水戸市 |
| 東柵町電停    | 0.7?     | 5.0?     |                              | 1923年（大正12年）11月延長時の起点。 駅の南で水門橋（みずもんばし）で桜川を越えていたが、この橋には今も遺構が残る（後述）。 | 水戸市 |
| 本一丁目電停  | 0.4?     | 5.4?     |                              | 1923年（大正12年）6月延長時の起点。 1930年（昭和5年）以前に根積町から改称。                                                 | 水戸市 |
| 本三丁目電停  | 0.3?     | 5.7?     |                              | | 水戸市 |
| 本五丁目電停  | 0.2?     | 5.9?     |                              | | 水戸市 |
| 本七丁目電停  | -        | -        |                              | 1930年（昭和5年）以前に廃止。                                                                                               | 水戸市 |
| 浜田電停      | 0.4?     | 6.3      |                              | 車庫併設。 1922年（大正11年）開業時の起点。                                                                                 | 水戸市 |
| 谷田電停      | 1.2      | 7.5      |                              | | 水戸市 |
| 六反田電停    | 1.0      | 8.5      |                              | | 常澄村 |
| 栗崎電停      | 1.0      | 9.5      |                              | | 常澄村 |
| 東前電停      | 0.5      | 10.0     |                              | | 常澄村 |
| 稲荷小下電停* | 1.3      | 11.3     |                              | 1964年（昭和39年）以降に開設。                                                                                              | 常澄村 |
| 大串電停      | 0.3      | 11.6     |                              | | 常澄村 |
| 塩ヶ崎電停    | 1.0      | 12.6     |                              | | 常澄村 |
| 平戸電停      | 1.5      | 14.1     |                              | 涸沼川を運行する汽船へ接続するための支線が存在した。                                                                        | 常澄村 |
| 磯浜電停      | 1.0      | 15.1     |                              | 1922年（大正11年）開業時の終点。                                                                                            | 大洗町 |
| 大貫電停      | 0.4      | 15.5     |                              | | 大洗町 |
| 曲松電停      | 0.9      | 16.4     |                              | | 大洗町 |
| 仲町電停      | -        | -        |                              | 1960年（昭和35年）以前に廃止。                                                                                              | 大洗町 |
| 東光台電停    | 1.0      | 17.4     |                              | | 大洗町 |
| 大洗電停      | 0.6      | 18.0     |                              | 1945年（昭和20年）2月大洗 - 祝町間休止に伴い事実上の終点になる。 1954年（昭和29年）1月22日、旧駅の南側に移転。              | 大洗町 |

### 大洗 - 湊（1953年10月20日廃止区間）
| 電停名         | 駅間キロ | 営業キロ | 備考 | 所在地   |
| -------------- | -------- | -------- | --- | -------- |
| 大洗電停       | -        | 18.0     | | 大洗町   |
| 北大洗電停     | -        | -        | 1926年（大正15年）12月 - 1927年（昭和2年）2月に存在した。 1930年（昭和5年）11月までに廃止。 | 大洗町   |
| 祝町電停       | 0.4      | 18.4     | 1926年（大正15年）延長時の終点。 1945年（昭和20年）5月8日休止。 | 大洗町   |
| 願入寺入口電停 | -        | -        | 1934年（昭和9年）以前に開設。 1945年（昭和20年）5月8日休止。 | 大洗町   |
| 海門橋電停     | 1.6      | 20.0     | 1927年（昭和2年）延長時の終点。 2代目海門橋の南詰に木造2階建ての駅舎が存在した。1930年（昭和5年）湊までの延長時に新造された鉄筋コンクリート造の3代目海門橋の南詰に移転。1938年（昭和13年）6月28日海門橋が落橋し、以降事実上の終点となる。 1945年（昭和20年）5月8日休止。 | 大洗町   |
| 湊電停         | 0.5      | 20.5     | 1930年（昭和5年）延長時の終点。 当時の湊警察署付近、県道那珂湊大洗線の東側の側道上に位置した。 1938年（昭和13年）6月28日海門橋が落橋し、事実上の終点を海門橋として運行休止。                                                                                             | 那珂湊市 |

上水戸、谷中、磯浜、大貫、曲松、東光台、大洗には駅舎があり駅員が常駐したこともあったが、末期は茨城線との接続駅であった上水戸以外はすべて駅員無配置となった。

## 未成線
湊 - 辰ノ口 - 湊町
湊は海門橋北側にあり、さらに市街中心部である釈迦町から八幡下への延伸が計画されていた。
湊町中心部への計画路線は路線予定地の所有者が土地収用の対価として買収予定価格の4倍程度を要求するなどして進展せず、1931年（昭和6年）12月16日付「辰ノ口、湊町間工事施行認可申請期限延期の件」・1932年（昭和7年）4月28日付「辰ノ口、湊町間工事竣功期限延期の件」と再々に渡って着工の延期を申請し、ついには1933年（昭和8年）5月9日付「辰ノ口、湊町間軌道特許失効の件」となって特許を失効してしまう。最終的には1934年（昭和9年）3月13日付「辰ノ口、湊町間起業廃止の件」となって延長計画は消滅した。
なお、企業としての水浜電車による湊町中心部への進出は、海門橋崩落で湊 - 祝町間の運行休止を余儀なくされた翌年の1939年（昭和14年）に、湊鉄道（現・ひたちなか海浜鉄道湊線）の経営権を掌握する事で達成した。

## 廃線後の状況

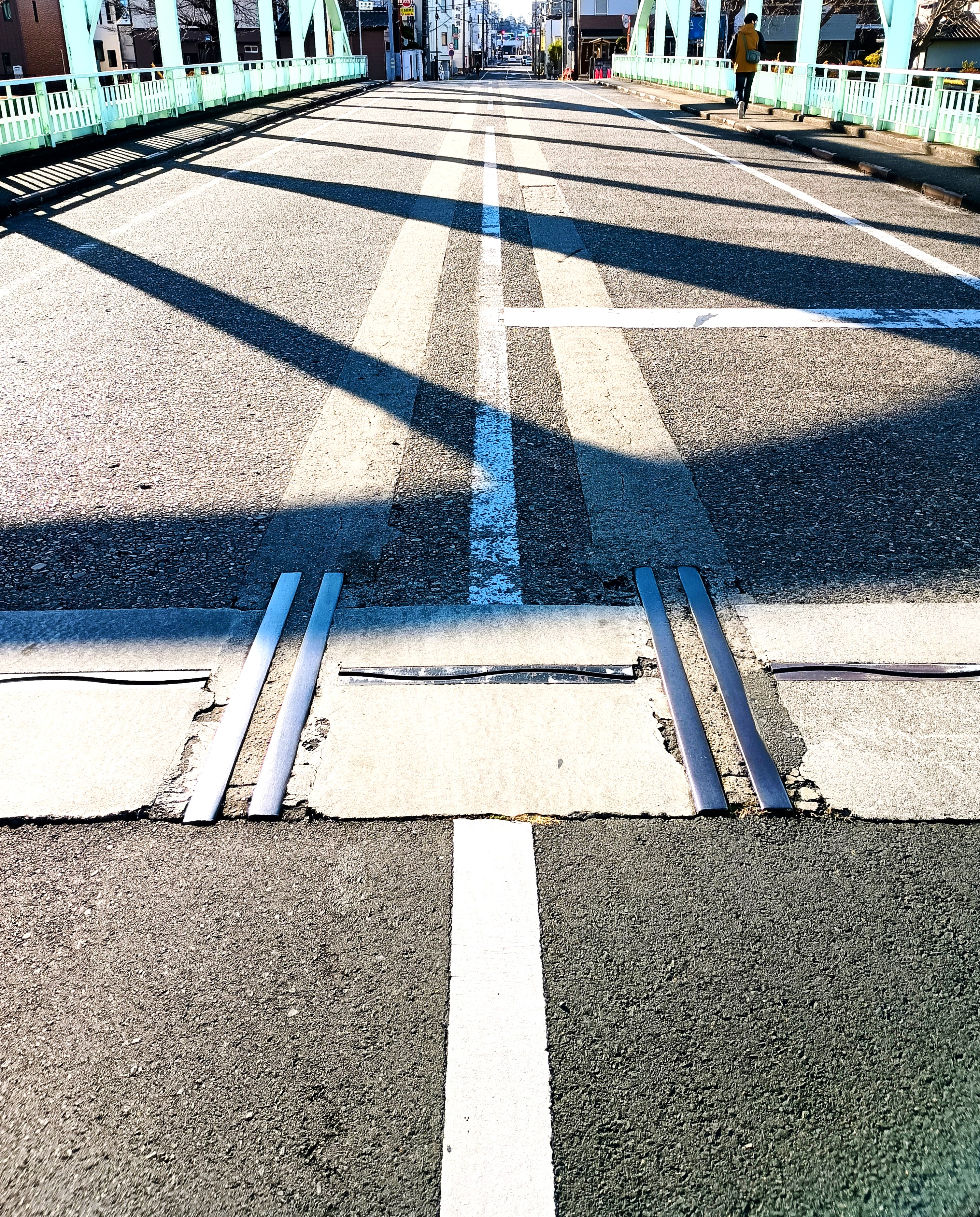
水門橋に残る路盤跡。

最大の遺構としては東柵町 - 本一丁目間の水門橋に残る軌道跡がある。この橋は1963（昭和38）年竣工で、約3年間この上を水浜線が通っていた。橋の北側に軌道跡を示す石碑があり、橋の両端にレールが残るほか、架空線（トロリー線）を架けるフックも残されている。
しかしその路盤の多くは廃線後道路に転用され、六反田・大串電停付近以外はほとんどが市道となっている。また、浜田電停南の新川にかかる橋梁（歩行者用）は当時のガーダーを転用している。他にも、塩ケ崎電停付近には用水路にかかる小規模なガーダー橋が残る。電停に関する遺構は、曙町電停に若干の痕跡と大洗電停にホームの一部残る以外その殆どが湮滅している。全区間に渡って境界杭が多く残る。また、大洗町内の一部では駐車場に転用されている。